# Josée Poirier
Josée Poirier (* im 20. Jahrhundert) ist eine kanadische Flötistin und Musikpädagogin.

## Leben
Poirier studierte am Conservatoire de musique de Montréal (Premier Prix à l’unanimité), an der Universität Montreal und am Royal Northern College of Music in Manchester. Als Orchestermusikerin tritt sie regelmäßig mit dem Orchestre Symphonique de Montréal (MSO), dem Orchestre Symphonique de Québec und dem Orchester der Les Grands Ballets Canadiens auf. Als Kammermusikerin arbeitet sie u. a. mit den MSO Winds und dem Alcan Quartet zusammen. Mit der Harfenistin Annabelle Renzo bildet sie das Renzo-Poirier Duo. Sie führte vielfach Werke zeitgenössischer kanadischer Musiker auf und war  bei Konzerten und Aufnahmen Partnerin von Musikern wie Diana Krall, Rufus Wainwright, Lara Fabian, Bruno Pelletier, Louis-Jean-Cormier, Marie-Denise Pelletier, Michel Rivard, Sally Folk und Daniel Lavoie. Sie wirkte auch an mehreren Aufnahmen für den National Film Board of Canada mit.
Fast zwanzig Jahre unterrichtete Poirier Flöte an Sekundarschulen der Region Montreal und beim Camp musical Père Lindsay. Mit dem Appassionata Ensemble präsentierte sie in Workshops an Grundschulen Sergei Prokofjews Musik für Kinder. Sie unterrichtet am Cégep de Sherbrooke und am Collège Lionel-Groulx und gibt Sommerkurse am Musikzentrum CAMMAC.